# Seututie 539
Pour les articles homonymes, voir Route 539.
La route régionale 539 (finnois : Seututie 539) est une route régionale allant de son croisement de la Joensuuntie à Kuopio jusqu'à 	Litmaniemi à Kuopio en Finlande,,.

## Présentation
La seututie 539 est une route régionale de Savonie du Nord.